# 오프라인 게임
오프라인 게임(Offline Game)은 인터넷으로 연결된 타인과 온라인 상에서 즐길 수 있는 게임과 달리 인터넷과 온라인 기능이 없는 게임을 뜻한다.

## 같이 보기
- 마피아 게임
- 놀이
- 오프라인
- 온라인
- 게임
- 가위 바위 보